# Palazzo Comunale (Jesi)
Il palazzo Comunale è sede del municipio della città di Jesi, nelle Marche.
Sorge nel punto più alto del centro storico, al posto della Rocca Pontelliana, abbattuta già nel 1527, a cavallo dell'Arco del Magistrato. Si affaccia su due piazze, il fronte principale dà su piazza dell'Indipendenza, quello posteriore su piazza della Repubblica.

## Storia e descrizione

### Fortificazioni d'origine
In questo luogo, sul punto più alto della città, ai margini della città murata, venne eretta nel 1282 una prima rocca. Distrutta in gran parte nel 1423, venne ricostruita nel 1433 da Francesco Sforza. Nel cassero, imponente torrione circolare, vi era la residenza cittadina del Signore.
Per nuove esigenze difensive, la rocca fu riedificata a partire dal 1487 dal grande architetto militare Baccio Pontelli, che concepì una fortezza quadrata con bastioni angolari e mastio centrale. Tuttavia anche la Rocca Pontelliana venne abbattuta. Smantellata a partire già dal 1527, l'ultimo torrione, di fianco l'arco del magistrato, venne demolito nel 1890 per lasciar posto alla facciata neoclassica di palazzo Mannelli, a scenografica chiusura di corso Matteotti. Le fondamenta, soli resti della rocca, sono visibili ancor oggi nei sotterranei del municipio.

### Il palazzo comunale

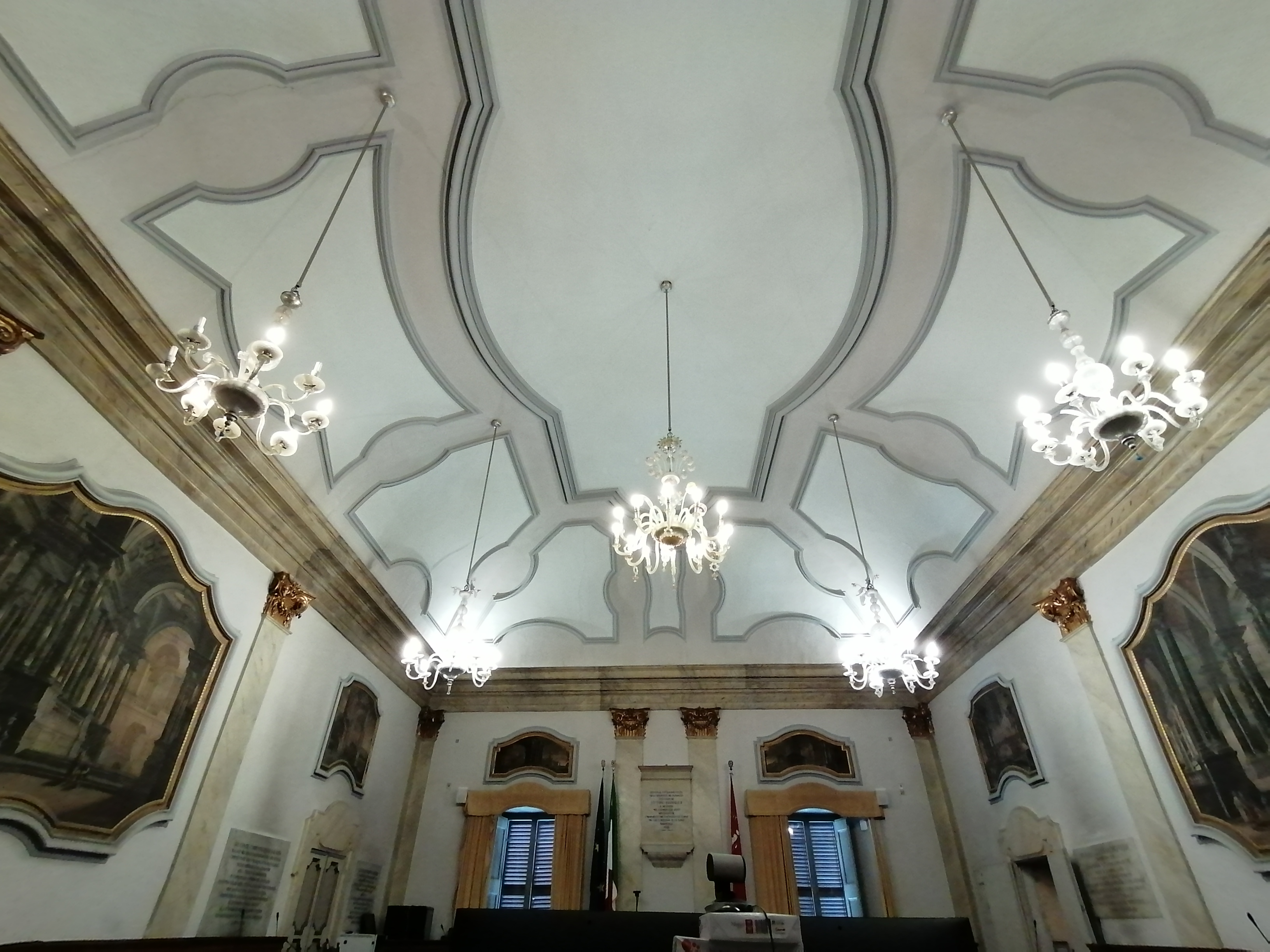
La Sala del Consiglio.

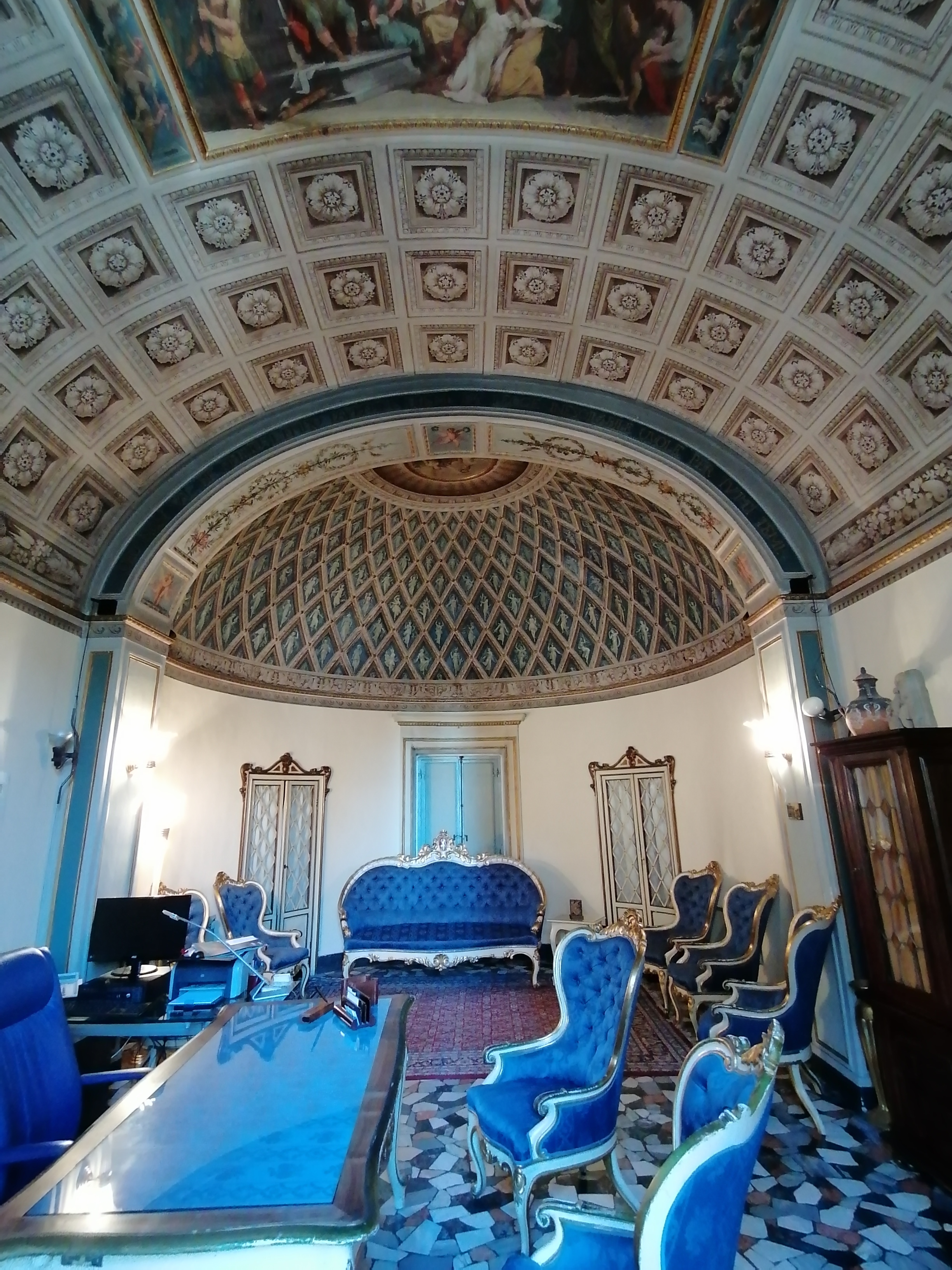
La Sala del Sindaco.

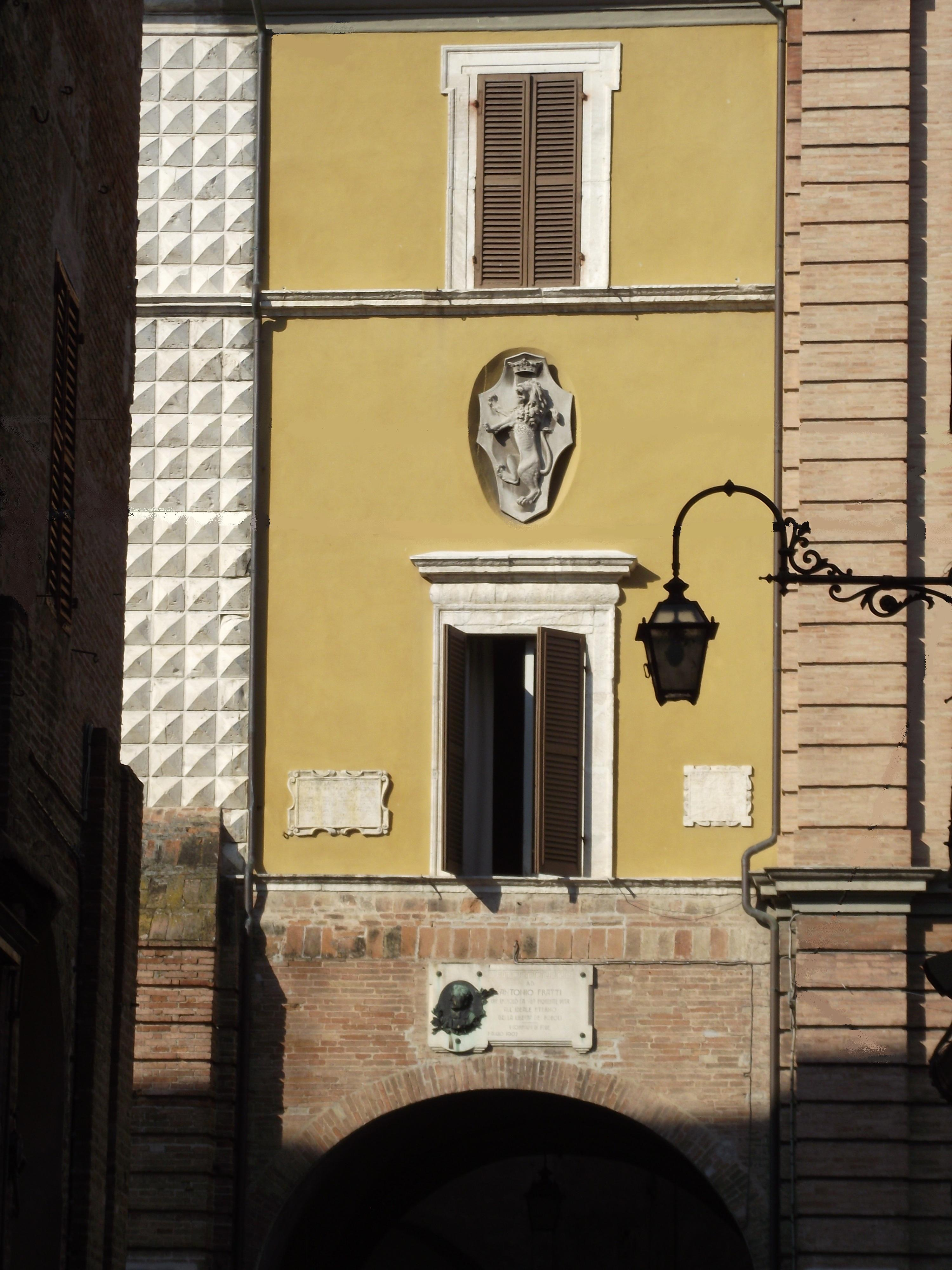
Particolare della facciata principale, sopra l'Arco del Magistrato.

Nel 1585 la Magistratura cittadina fu costretta ad abbandonare il palazzo della Signoria per lasciar posto al nuovo governatore pontificio.
L'odierno palazzo del municipio venne eretto alla fine del XVI secolo sulla smantellata Rocca Pontelliana, a ridosso dell'Arco del Magistrato, l'antica porta Romana o porta Palazzo dalla presenza della dimora cittadina di Francesco Sforza.
L'architetto urbinate Lattanzio Ventura venne incaricato del progetto. Prevedeva due fronti: uno principale su piazza dell'Indipendenza, aperto in basso da un portico atto a inglobare l'Arco del Magistrato e a dare una continuità stilistica con l'adiacente Palazzo Ricci; e l'altro posteriore, eretto sulle mura (oggi guarda piazza della Repubblica.
Nel 1773 si intrapresero grandi lavori di ristrutturazione per sopperire a quei problemi di stabilità che erano nei secoli sopraggiunti. L'architetto Mattia Capponi ridisegnò le facciate in stile tardobarocco, chiuse il portico di quella principale creandovi l'atrio attuale, e rifece gli interni.
La sala del Consiglio, al primo piano, venne decorata con affreschi prospettici, entro cornicioni in stucco, realizzati nel XVIII secolo da Lorenzo Daretti. Nella sala della Giunta era il grande ritratto di Gaspare Spontini, realizzato nel 1825 dal pittore francese Louis Hersent e oggi conservato nella Pinacoteca civica. 
Piccolo gioiello neoclassico è la sala del Sindaco. Ricavata sopra l'Arco del Magistrato, è chiusa sul fondo da un'abside semicircolare. Presenta la volta a botte affrescata in trompe l'œil con cassettoni dipinti a lacunari e rosoni; e il catino absidale con losanghe che racchiudono figure femminili in abiti classici. Al centro della volta è raffigurato il Sacrificio di Virginia, alla sommità del catino è l'Incoronazione della Giustizia da parte della Felicità. Tutte le opere pittoriche vennero realizzate alla fine del XVIII secolo da Felice Giani e dal decoratore mantovano Gaetano Bartolani.

## Curiosità
Nell'atrio è affissa una lapide con la trascrizione della celebre Lettera agli Jesini fatta pervenire ai cittadini di Jesi dall'imperatore Federico II nell'agosto del 1239, per esortarli a passare dalla parte imperiale nelle lotte contro il papato.